# أولوجيو فارغاس
أولوجيو فارغاس (بالإسبانية: Eulogio Vargas) هو لاعب كرة قدم بوليفي في مركز الدفاع، ولد في 21 مارس 1931 في بوليفيا. شارك مع منتخب بوليفيا لكرة القدم. أما مع النوادي، فقد لعب مع شاكو بتروليرو.